# Massacres de Viannos

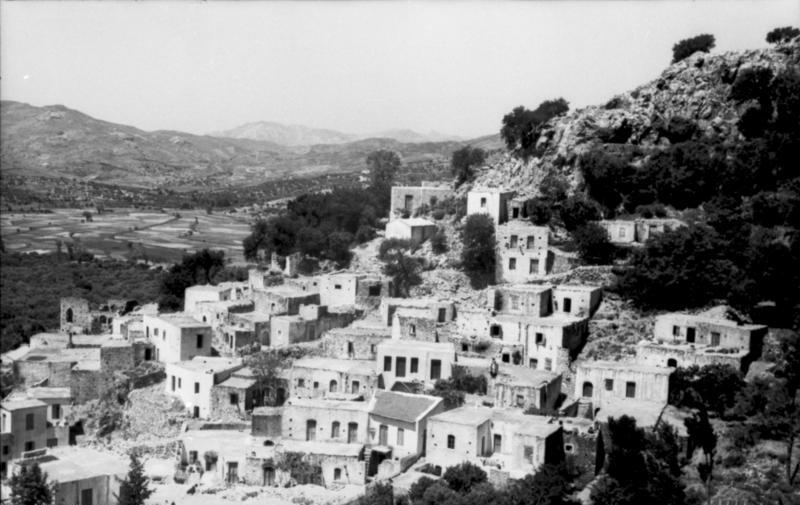
Vianos, Creta

Os massacres de Viannos (em grego: Σφαγές της Βιάννου / Ολοκαύτωμα της Βιάννου) foram uma campanha de extermínio em massa lançada pelas forças alemãs contra os residentes civis de cerca de 20 aldeias localizadas nas áreas das províncias de Viannos Oriental e Ierapetra Ocidental na ilha grega de Creta durante a Segunda Guerra Mundial. Os assassinatos, com um número de mortos superior a 500, foram realizados em 14-16 de setembro de 1943 por unidades da Wehrmacht. Eles foram acompanhados pela queima da maioria das aldeias, saques e destruição de colheitas.
A perda de vidas representou um dos massacres mais mortais durante a ocupação do Eixo da Grécia, perdendo apenas para o massacre de Kalavryta. Foi ordenado pelo Generalleutnant Friedrich-Wilhelm Müller, em retaliação ao apoio e envolvimento da população local na resistência cretense. Müller, que ganhou o apelido de "o carniceiro de Creta", foi executado após a guerra por sua participação neste e em outros massacres.